# Zapasy na Letnich Igrzyskach Olimpijskich 1968 – kategoria do 97 kg w stylu wolnym
Zmagania mężczyzn do 97 kg to jedna z ośmiu męskich konkurencji w zapasach w stylu wolnym rozgrywanych podczas Letnich Igrzysk Olimpijskich 1968. Pojedynki w tej kategorii wagowej odbyły się w dniach 17 – 20 października.
Punktacja opierała się na systemie "złych punktów karnych". Zwycięzca otrzymywał zero punktów za wygraną przez "tusz" (łopatki) lub dyskwalifikację; pół punktu za przewagę techniczną, a jeden za zwycięstwo na punkty. Dwa punkty przyznawano za remis, a dwa i pół za remis i pasywność. Za porażkę na punkty zawodnik otrzymywał trzy punkty. Przegrana przez przewagę techniczną skutkowała 3,5 punktami karnymi, a za łopatki lub dyskwalifikację przyznawano 4 punkty karne. Uzyskanie sześciu lub więcej punktów eliminowało zapaśnika z turnieju. Najlepsza trójka walczyła w rundzie finałowej. 

## Klasyfikacja[1]
| Pozycja | Nazwisko               | Kraj              |
| ------- | ---------------------- | ----------------- |
| 1       | Ahmet Ayık             | Turcja            |
| 2       | Szota Lomidze          | ZSRR              |
| 3       | József Csatári         | Węgry             |
| 4       | Said Mustafow          | Bułgaria          |
| 5       | Chorloogijn Bajanmönch | Mongolia          |
| 6       | Ryszard Długosz        | Polska            |
| 6       | Jess Lewis             | Stany Zjednoczone |
| 8       | Gerd Bachmann          | NRD               |
| 9       | Moslem Eskandar Filabi | Iran              |
| 10      | Shun’ichi Kawano       | Japonia           |
| 10      | Peter Jutzeler         | Szwajcaria        |
| 12      | Nicolae Neguț          | Rumunia           |
| 13      | Ed Millard             | Kanada            |
| 14      | Daniel Verník          | Argentyna         |
| 15      | Alexis Nihon           | Bahamy            |
| 16      | Heinz Kiehl            | RFN               |

## Wyniki

### Pierwsza runda[2]
| Zwycięzca              | Punkty karne | Wynik     | Przegrany      | Punkty karne |
| ---------------------- | ------------ | --------- | -------------- | ------------ |
| Jess Lewis             | 1            | Na punkty | Gerd Bachmann  | 3            |
| Shun’ichi Kawano       | 1            | Na punkty | Nicolae Neguț  | 3            |
| Ryszard Długosz        | 0            | Łopatki   | Alexis Nihon   | 4            |
| Chorloogijn Bajanmönch | 0,5          | Przewaga  | Ed Millard     | 3,5          |
| József Csatári         | 1            | Na punkty | Peter Jutzeler | 3            |
| Szota Lomidze          | 0,5          | Przewaga  | Heinz Kiehl    | 3,5          |
| Moslem Eskandar Filabi | 0,5          | Przewaga  | Daniel Verník  | 3,5          |
| Ahmet Ayık             | 1            | Na punkty | Said Mustafow  | 3            |

### Druga runda[3]
| Zwycięzca              | Punkty karne | Wynik       | Przegrany              | Punkty karne |
| ---------------------- | ------------ | ----------- | ---------------------- | ------------ |
| Jess Lewis             | 2            | Na punkty   | Shun’ichi Kawano       | 4            |
| Gerd Bachmann          | 5            | Remis       | Nicolae Neguț          | 5            |
| Ed Millard             | 4,5          | Na punkty   | Ryszard Długosz        | 3            |
| Chorloogijn Bajanmönch | 0,5          | Łopatki     | Alexis Nihon           | 8            |
| Peter Jutzeler         | 4            | Na punkty   | Moslem Eskandar Filabi | 3,5          |
| Szota Lomidze          | 1,5          | Na punkty   | József Csatári         | 4            |
| Said Mustafow          | 3            | Łopatki     | Daniel Verník          | 7,5          |
| Ahmet Ayık             | 1            | Bez walki   |                        |              |
| Heinz Kiehl            | -            | Wycofał się |                        |              |

### Trzecia runda[4]
| Zwycięzca              | Punkty karne | Wynik     | Przegrany              | Punkty karne |
| ---------------------- | ------------ | --------- | ---------------------- | ------------ |
| Ahmet Ayık             | 3            | Remis     | Jess Lewis             | 4            |
| Gerd Bachmann          | 6            | Na punkty | Shun’ichi Kawano       | 7            |
| Ryszard Długosz        | 4            | Na punkty | Nicolae Neguț          | 8            |
| József Csatári         | 4            | Łopatki   | Ed Millard             | 8,5          |
| Chorloogijn Bajanmönch | 1,5          | Na punkty | Peter Jutzeler         | 7            |
| Szota Lomidze          | 2,5          | Na punkty | Moslem Eskandar Filabi | 6,5          |
| Said Mustafow          | 3            | Bez walki |                        |              |

### Czwarta runda[5]
| Zwycięzca      | Punkty karne | Wynik     | Przegrany              | Punkty karne |
| -------------- | ------------ | --------- | ---------------------- | ------------ |
| Said Mustafow  | 4            | Na punkty | Jess Lewis             | 7            |
| Ahmet Ayık     | 4            | Na punkty | Ryszard Długosz        | 7            |
| József Csatári | 5            | Na punkty | Chorloogijn Bajanmönch | 4,5          |
| Szota Lomidze  | 2,5          | Bez walki |                        |              |

### Piąta runda[6]
| Zwycięzca      | Punkty karne | Wynik     | Przegrany              | Punkty karne |
| -------------- | ------------ | --------- | ---------------------- | ------------ |
| Ahmet Ayık     | 4            | Łopatki   | Chorloogijn Bajanmönch | 8.5          |
| Szota Lomidze  | 5            | Remis     | Said Mustafow          | 6,5          |
| József Csatári | 5            | Bez walki |                        |              |

### Funda finałowa
| Zwycięzca     | Punkty karne | Wynik     | Przegrany      | Punkty karne |
| ------------- | ------------ | --------- | -------------- | ------------ |
| Szota Lomidze | 1            | Na punkty | József Csatári | 3            |
| Ahmet Ayık    | 0            | Łopatki   | József Csatári | 7            |
| Ahmet Ayık    | 2            | Remis     | Szota Lomidze  | 3            |